# Krudttønden (film)
Krudttønden er en dansk spillefilm fra 2020 instrueret af Ole Christian Madsen. Filmen er inspireret af de virkelige hændelser omkring terrorangrebet på Kulturhuset Krudttønden og Københavns Synagoge i februar 2015.

## Handling
I det isnende kolde Europa er folk ved at komme videre efter det chokerende terrorangreb på Charlie Hebdo tidligere på vinteren, men i København har den prøveløsladte Omar sine egne planer. Filmmanden Finn, den jødiske vagt Dan og den nedslidte betjent fra Politiets Aktionsstyrke Rico lever deres forskellige liv uden at vide, at de inden længe vil krydse Omars spor i en fatal og skelsættende nat.

## Medvirkende
- Nikolaj Coster-Waldau, Rico
- Lars Brygmann, Finn
- Adam Buschard
- Albert Arthur Amiryan, Omar
- Jakob Oftebro
- Sonja Richter